# Eremomela salvadorii
La eremomela de Salvadori (Eremomela salvadorii) es una especie de ave paseriforme de la familia Cisticolidae propia de África central. Su nombre conmemora al ornitólogo italiano Tommaso Salvadori. Anteriormente se consideraba una subespecie de erememola culigualda (Eremomela flavicrissalis).

## Distribución y hábitat
Se encuentra en África central, distribuida por Gabón, República Democrática del Congo, Angola y Zambia. Su hábitat natural son los bosques secos tropicales y las sabanas.